# Garra yiliangensis
Garra yiliangensis és una espècie de peix cipriniforme de la família dels ciprínids.

## Morfologia
Els mascles poden assolir els 25,5 cm de longitud total.

## Distribució geogràfica
Es troba a la província xinesa de Yunnan.